# 北見市立上常呂小学校
北見市立上常呂小学校（きたみしりつ かみところしょうがっこう）は、北海道北見市にある公立小学校。

## 概要
- 令和6年度の児童数57名、全7学級、うち特別支援学級（知的、自閉・情緒）が2学級[1]

## 通学区域
- 上ところ
- 広郷
- 北上
- 常川
- 開成
- 南丘[2]